# Herbert Ward
Pour les articles homonymes, voir Ward.
Herbert Ward, né le 11 janvier 1863 à Londres et mort le 5 août 1919 à Neuilly-sur-Seine, est un sculpteur africaniste, illustrateur et explorateur anglais.

## Biographie
Herbert Ward quitte la Mill Hill School à l'âge de quinze ans et s'embarque pour la Nouvelle-Zélande, où il passe trois ans, ainsi qu'en Australie. Il gagne sa vie tour à tour comme chercheur d'or, mineur, vacher, artiste de cirque et marin voilier. Il passe ensuite un an en tant que cadet à la British North Borneo Company avant qu'un accès de malaria ne le fasse rapatrier en Angleterre.

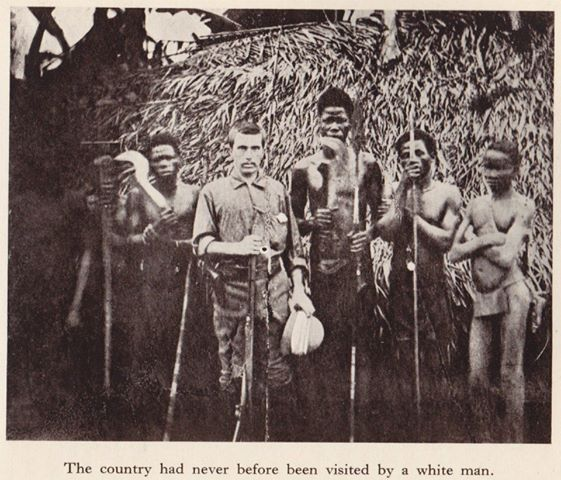
Ward au Congo.

En 1884, Ward rencontre Stanley à Londres avec lequel il passe un entretien pour un poste d'officier au Congo. Il passe les deux années suivantes à explorer le Bas et le Haut-Congo, où il rencontre Roger Casement qui travaille alors à la construction d'un chemin de fer contournant les cataractes du Bas-Congo. Après avoir été remplacé par un officier belge, Ward rejoint la Sanford Exploring Company, jusqu'en mars 1887. Il retourne en Angleterre où il retrouve Stanley qui prépare l'expédition de secours à Emin Pacha. Stanley le nomme lieutenant de l'expédition sous le commandement du major Edmund Barttelot, dans la colonne de l'arrière. Celle-ci consiste en deux cent-cinquante porteurs et cinq officiers. Stanley la quitte en juin 1887 en déclarant : « je vous retrouverai ici en octobre quand je reviendrai. » La colonne campe ensuite à Yambuya au bord de l'Aruwimi pour attendre Stanley qui n'arrive toujours pas. Elle va y demeurer quatorze mois. Entretemps deux officiers et une centaine de porteurs meurent de diverses fièvres et accidents.
Herbert Ward s'avère être un très bon fusil; il est surnommé en langue bangala Nkumbe, ce qui signifie le « faucon noir ». On l'appelle aussi Mayala Mbemba, « les ailes de l'aigle, » après qu'il eut accompli plus de quarante kilomètres en une journée sur des pistes horribles entre Kimpete et Lukungu.
Il quitte le Congo en 1889 et n'y reviendra jamais plus, mais « l'enchantement de l'Afrique le saisit pour toujours, commandant son avenir, donnant des couleurs et des formes à toute l'œuvre de sa vie - l'empreinte de ces cinq années était indélébile. »

### Roger Casement

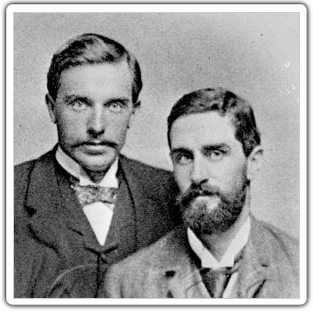
Herbert Ward et Roger Casement vers 1886.

Ward rencontre Casement au Congo en 1884 et ils deviennent amis intimes. Cette amitié va durer plus de trente ans jusqu'au début de la Première Guerre mondiale et il lui demandera d'être le parrain de baptême de son fils.
Ward écrit à son propos en 1910 : « Imaginez un bel homme de haute taille et de grande allure, mince, tout en muscle et en os, au visage bronzé par le soleil, avec des yeux bleus et des cheveux bruns bouclés. C'est un pur Irlandais à la voix charmeuse et qui fascine par ses manières singulières. Un homme d'une grande distinction et d'un raffinement extrême, noble et courtois, impulsif et inspiré, poétique. Peut-être que certains le trouveraient habité de chimères, à juste titre, car peu d'hommes ne se sont montrés personnellement aussi peu soucieux de leur avancement que lui-même. »
Herbert Ward aide Edmund Morel dans le financement de son pamphlet The Congo Slave State (1903) et le présente à Casement – il décrit Casement à Morel de la manière suivante : « Il n'y a aucun homme qui marche en ce moment sur cette terre qui soit absolument meilleur, plus honnête et plus noble d'esprit que lui. » Il souscrit aussi à la Congo Reform Association, fondée par Casement et Morel.
Herbert Ward se brouille définitivement avec Casement, lorsque ce dernier se rend à Berlin au début de la Première Guerre mondiale pour solliciter l'aide allemande dans le soulèvement armé irlandais en vue de l'indépendance irlandaise. Ward écrit que « l'énormité de cette action dépasse toutes les bornes. C'est un traître pur et simple... J'ai pris la décision de lui tourner le dos pour toujours. » Il tient sa parole, refusant même de signer la pétition que Conan-Doyle avait organisée en 1916, après que Casement fut condamné à mort pour trahison. Joseph Conrad, qui avait participé avec Ward à la mission d'exploration de Sanford, et qui avait été ami à l'époque de Casement, refuse aussi de signer. Herbert Ward s'arrange même pour que le nom de son fils cadet (filleul de Casement) soit changé par acte officiel de Roger Casement Ward en Rodney Sanford Ward.

### Sculpteur

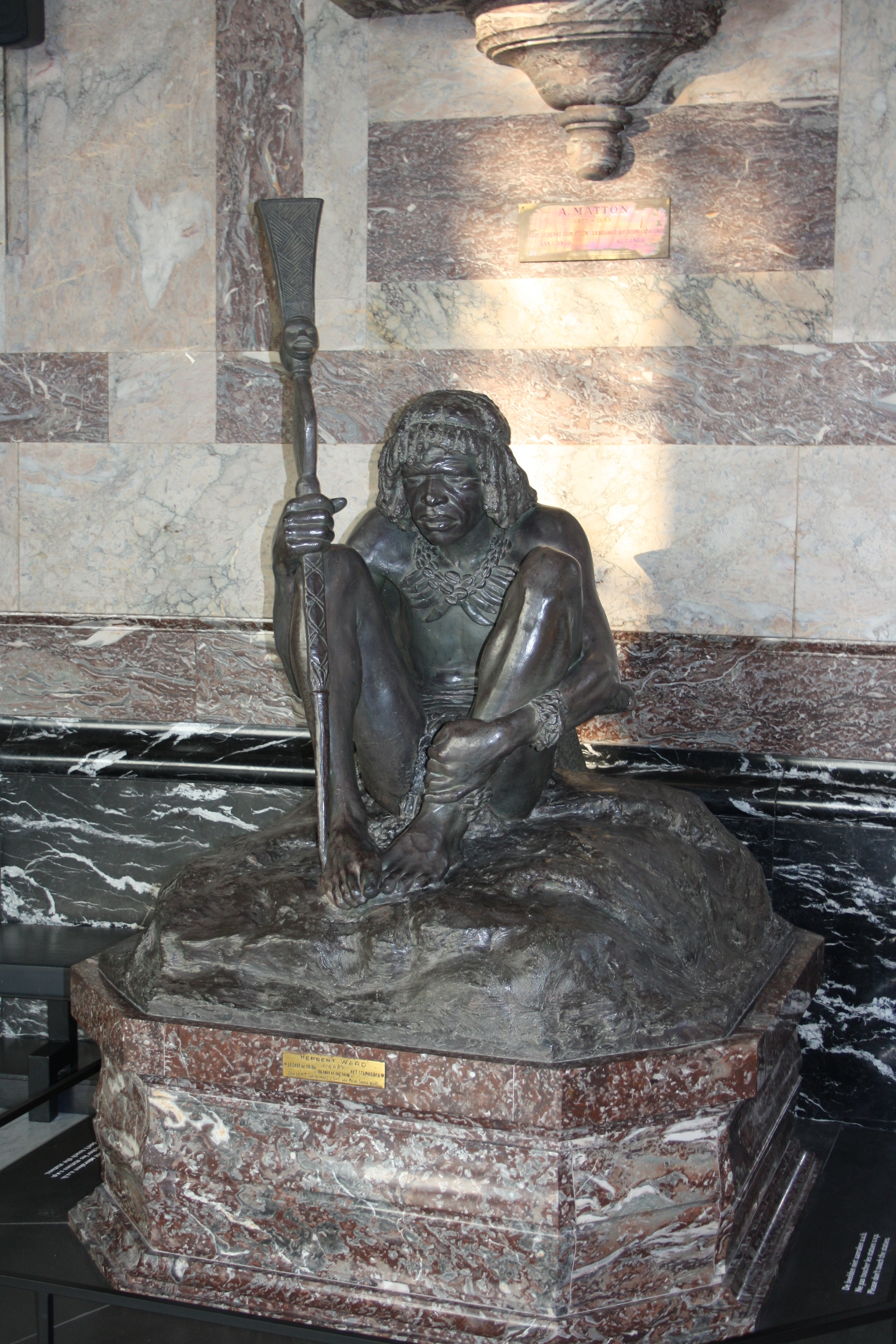
Le Chef de tribu, médaille d'or au salon de 1908, par Ward, aujourd'hui au musée royal de l'Afrique centrale de Tervuren.

À son retour en Angleterre en 1889, Ward gagne sa vie en faisant des conférences. Il travaille aussi en tant que journaliste, grâce à son amitié d'enfance avec Alfred Harmsworth. Il voyage avec Fridtjof Nansen et l'expédition Fram dans l'océan Arctique pour tenter en vain d'atteindre le pôle Nord, ainsi qu'avec l'expédition Jackson-Harmsworth, dont il relate les péripéties pour Harmsworth.
Mais son ambition première est de devenir artiste : il a déjà publié ses dessins et ses aquarelles qu'il a faits en Afrique dans son livre Five Years with the Congo Cannibals. Il devient élève successivement de Jules Lefebvre et de John Seymour Lucas RA. Il expose à six reprises dans les années 1890 à la Royal Academy summer exhibition. En 1899, après avoir décidé que c'est vers la sculpture que se tournaient ses talents, il entre à l'atelier de Goscombe John RA, puis s'installe définitivement en France. Il reçoit une mention honorable au Salon des artistes français de 1901 pour sa sculpture, Un indigène Aruwimi; et en 1908 il remporte la médaille d'or du salon pour Le Chef de tribu. Il gagne une autre médaille d'or en 1910.
Theodore Roosevelt écrit à son sujet : « Il n'y a pas de personnage plus intéressant à Paris qu'Herbert Ward... Tout le mystère et la sauvagerie et la souffrance et la laideur et la rude beauté de la forêt africaine se retrouvent dans l'œuvre de M. Ward. Seul un véritable artiste peut accomplir ce qu'il fait, et aucun artiste n'aurait pu faire cela sans se fondre dans l'âme d'un grand homme, un homme à la fois fort et inspirant la pitié. »
En juillet 1911, il est nommé chevalier de la Légion d'honneur.

### 1914-1918

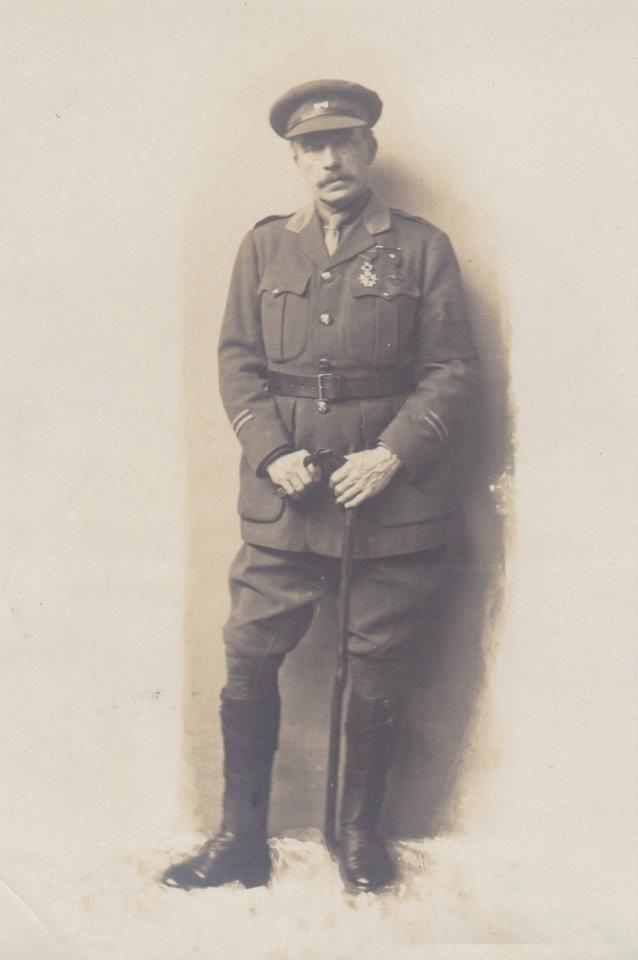
Herbert Ward en uniforme portant la Croix de guerre, vers 1916.

Comme Ward a dépassé la limite d'âge pour s'enrôler dans l'armée, il transforme sa maison de Rolleboise (en Seine-et-Oise) en un hôpital de campagne avec vingt lits. Puis il sert en tant que lieutenant au convoi n°3 du British Ambulance Committee qui est en opération au sein de l'armée française à Gérardmer dans les Vosges. Il est blessé au front et mentionné deux fois dans les dépêches de 1915. Il reçoit la croix de Guerre pour son service, celui d'aller chercher les blessés sous les bombardements.
Il meurt, en partie à cause de ses blessures, en août 1919 à l'âge de cinquante-six ans.

## Famille

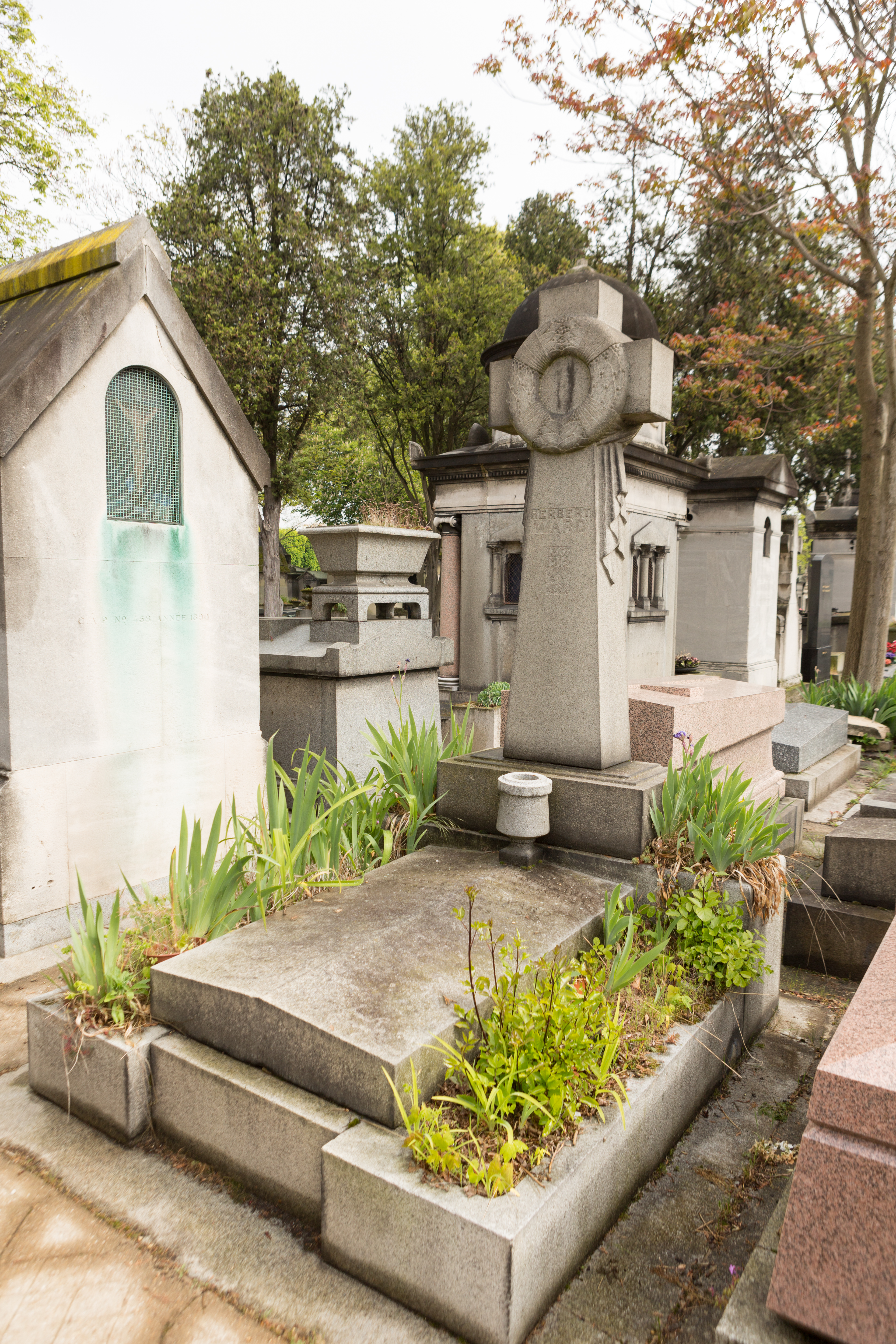
Tombe au cimetière du Père-Lachaise.

Herbert Ward est le neveu du fameux taxidermiste Rowland Ward (1848-1912). Son père Edwin Ward est aussi taxidermiste. Son grand-père, Henry Ward, a voyagé avec le naturaliste et ornithologue John James Audubon en Caroline du Sud et en Floride, pour son expédition de 1831-1832.
Herbert Ward épouse une Américaine en 1890, Sarita Sanford (1860-1944), fille d'un financier; de ce mariage sont issus cinq enfants:
- Sarita Enriqueta (1891–1985), épouse Sir Colville Barclay (diplomate), puis devenue veuve épouse en 1931 le fameux diplomate Robert Vansittart (1er baron Vansittart)
- Frances (1893–1988), épouse en 1911 Sir Eric Phipps, futur ambassadeur britannique à Berlin et à Paris
- Charles Sanford (1896–1916), mort au combat à Neuve Chapelle, lieutenant au régiment du Royal Warwickshire[10],[11]
- le rév. Herbert Sanford (1898–1987)
- Rodney Sanford (né Roger Casement) (1901–1922)

Herbert Ward est enterré au cimetière du Père-Lachaise (92e division) à Paris. Deux de ses trois fils meurent sans descendance : l'un à l'âge de vingt ans au combat, un autre à l'âge de vingt-et-un ans (peut-être par suicide); le révérend Herbert Ward a deux enfants.

## Œuvres
- Five Years With the Congo Cannibals, Londres, Chatto & Windus, 1890[14]
- My Life With Stanley's Rear Guard, CL Webster, 1891[15]
- Chez les Cannibales de l'Afrique Centrale, Plon, Paris, 1910 (traduit par Raymond Woog de l'anglais A Voice from the Congo, Londres, Scribner & Sons, 1910)
- Mr Poilu: Notes & Sketches with the Fighting French, Londres, Hodder & Stoughton, 1916[16]

Herbert Ward figure dans :
- Herbert Ward et l'âme de la race noire, Francis de Miomandre, dans L'Art et les artistes, Paris, 1912.
- Herbert Ward : artiste et homme d'action, Sarita Ward, La Revue Mondiale, Paris, 1931
- Herbert Ward, Armand Dayot, dans le Dictionnaire biographique des artistes contemporains, vol iii, Paris, 1934
- In Limbo: the Story of Stanley's Rear Column, Tony Gould, Hamish Hamilton, 1979

## Collections et ventes

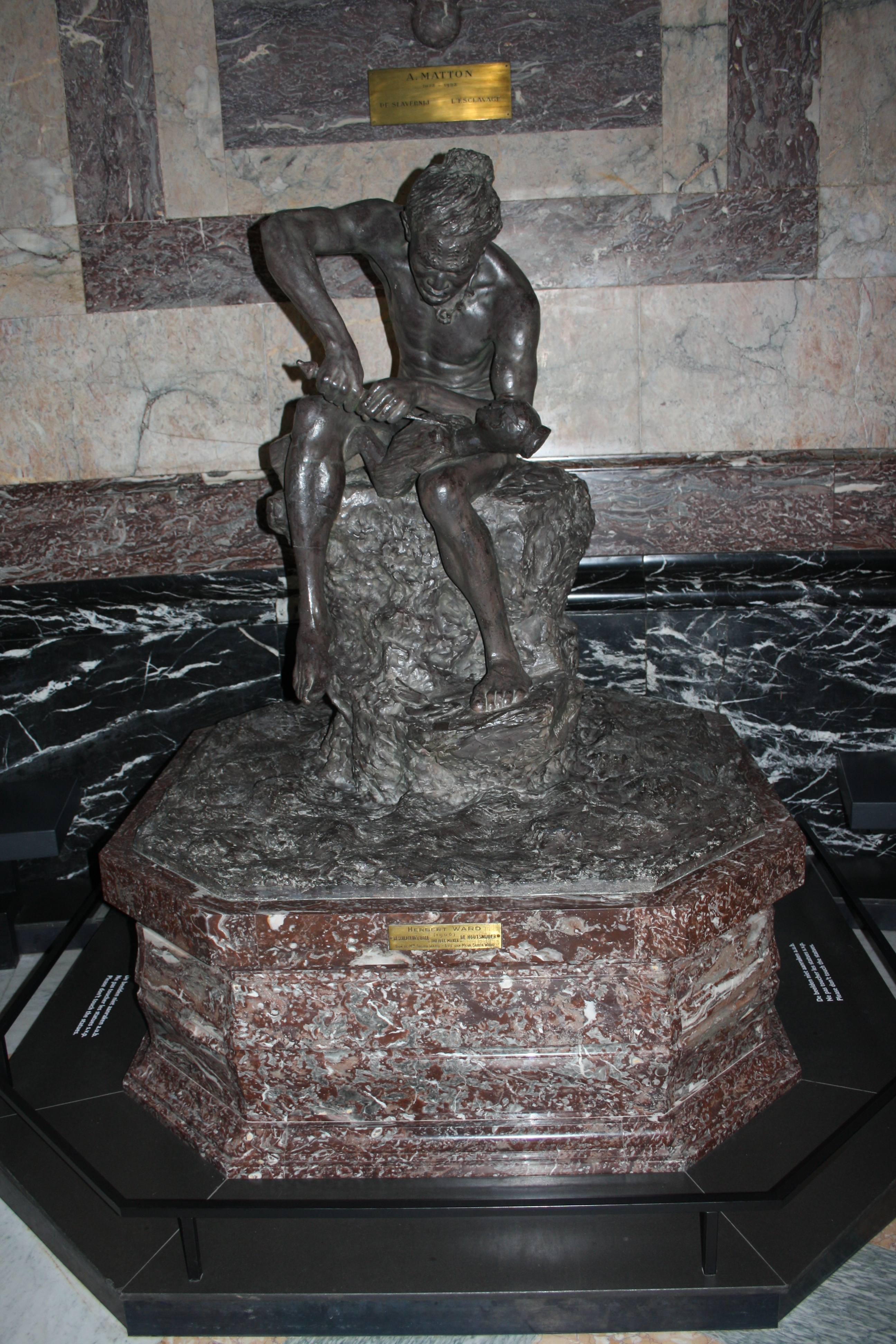
Le Faiseur d'idole, musée royal de l'Afrique centrale.

Parmi les collections publiques qui présentent les œuvres de Ward, l'on peut citer :
- The Smithsonian Institution[17]
- The National Museum of Wales[18]
- Le Musée royal de l'Afrique centrale de Tervuren en Belgique[19]
- Mill Hill School, Londres – Grief, don de l'artiste
- The Library of Congress[20]
- Le Musée d'arts de Nantes, Le Sorcier[21]
- The Johannesburg Art Gallery à Johannesburg
- Le Musée du Luxembourg à Paris
- Le Musée d'Orsay à Paris[22]

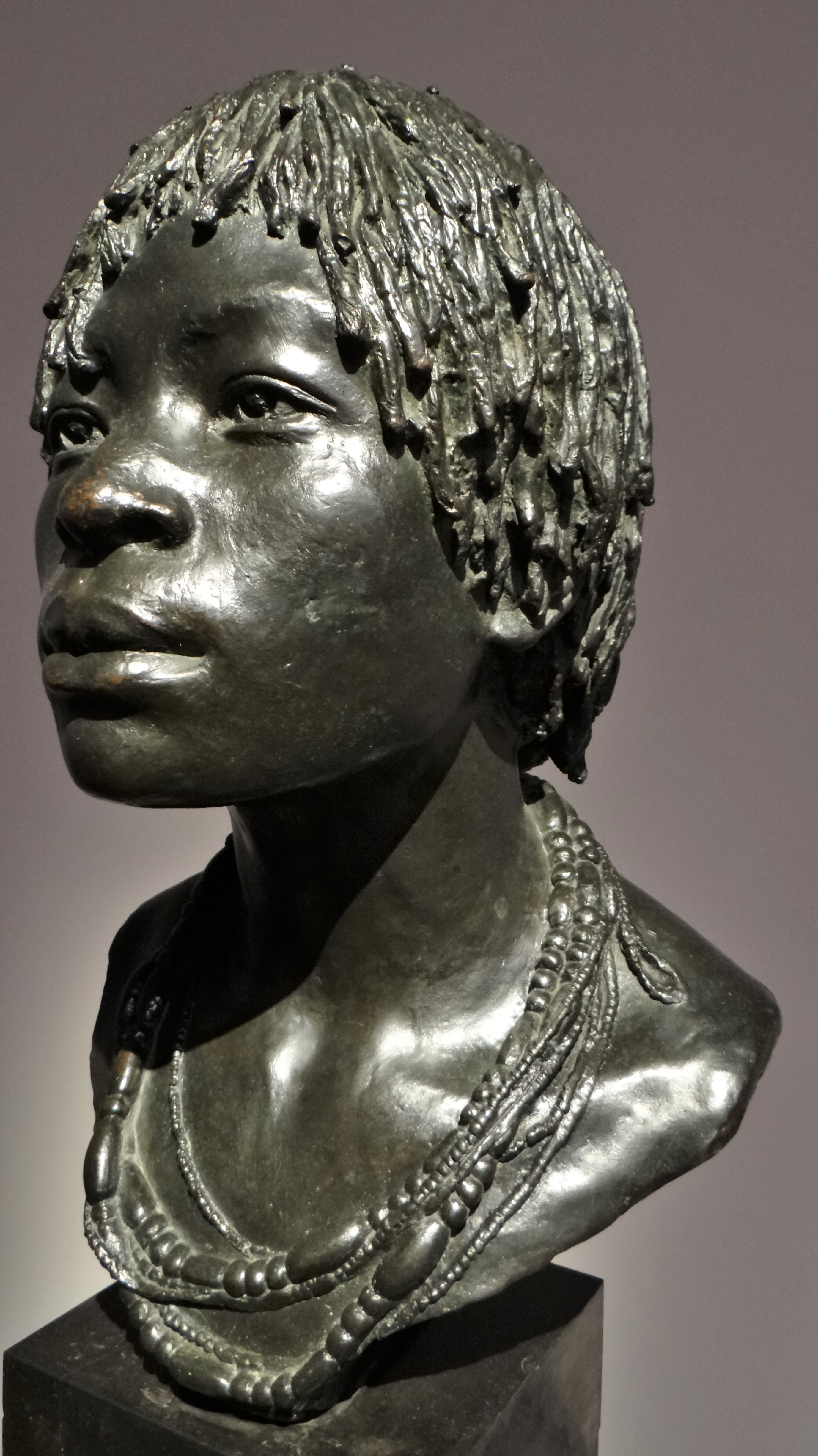
Femme d'Afrique centrale, vers 1902.

Le record dans une vente aux enchères pour une œuvre de Ward est de 48 000 euros, à la vente du 18 décembre 2013 chez maîtres Ader et Normann à Paris. C'était Le Gardien du village Luba assis sur son siège, tenant la canne emblème protégeant le village, datant de 1910 environ.